# Quartet per a piano núm. 2 (Enescu)
El Quartet per a piano núm. 2 en re menor, op. 30, és una composició de música de cambra del compositor romanès George Enescu, escrita entre el juliol de 1943 i el maig de 1944. La partitura està dedicada a la memòria del seu professor de composició Gabriel Fauré.

## Història
Enescu va començar a treballar en el seu segon quartet de piano el juliol de 1943. El primer moviment es va acabar el 27 de juliol a Bucarest, el segon moviment el 27 d'agost a Dorohoi i la partitura es va completar el 4 de maig de 1944 a la vila Luminiș del compositor, prop de Sinaia, tot durant la pitjor part de la guerra per a Romania. No obstant això, conté algunes de les seves músiques més tranquil·les.
La primera representació de l'obra va ser feta a la Biblioteca del Congrés de Washington, DC, per l'Albeneri Trio (Alexander Schneider, violí; Benar Heifetz, viola; Erich Itor Kahn, piano) amb el violista Milton Katims, el 31 d'octubre de 1947, sota els auspicis de la Fundació Elizabeth Sprague Coolidge, una incansable promotora de la música de cambra a la primera meitat del segle xx. Un rival per a l'estrena va ser una actuació per la ràdio francesa d'Yvonne Astruc, violí, Maurice Vieux, viola, Charles Bartsch, violoncel, amb el compositor al piano, el 29 d'octubre, però gairebé amb seguretat el 1948 en lloc del 1947.

## Anàlisi
El quartet es divideix en tres moviments:
- Allegretto moderato
- Andante pensieroso ed espressivo
- Con moto moderato - Allegro agitato

L'estil del segon quartet de piano és molt més refinat, complicat i misteriós que l'estil del primer. El primer moviment, en re menor, és en forma sonata-allegro⁣; el segon moviment lent, en mi major, es presenta en forma de cançó en tres parts, amb introducció i coda⁣; el final és un moviment ràpid i agitat en forma de sonata lliure en re menor, però acaba amb una coda en re major. Característicament per a Enescu, el quartet es construeix cíclicament⁣: la idea inicial del primer moviment genera la substància temàtica de tot el quartet. Es troben fragments o cèl·lules d'aquesta idea, sovint transformades i integrades en la composició d'altres temes principals.

## Discografia
- George Enescu: Cvartet nr. 2 pentru pian, vioară, violă și violoncel, in re minor, op. 30. Valentin Gheorghiu (piano), Ștefan Gheorghiu (violí), Valeriu Pitulac (viola), Aurel Niculescu (violoncel). Enregistrament LP, 1 disc: analògic, 33⅓ rpm, estèreo., 12 dins. Electrecord ST-ECE 01858. Romania: Electrecord, [1977? ].
- George Enescu: Cvartet de coarde nr. 2 en sol major, op. 22, núm. 2; Cvartet nr. 2 pentru pian, vioară, violă, și violoncel en re minor, op. 30. Yvonne Piedemonte-Prelipcean (piano), membres del Quartet de corda "Voces" (Bujor Prelipcean, violí; Gheorghe Haag, viola; Dan Prelipcean, violoncel). Gravat el 1981. Enregistrament LP, 1 disc: analògic, 33⅓ rpm, estèreo, 12 dins. Electrecord ST ECE 01854. Romania: Electrecord, 1981.
  - Op. 30 d'aquest enregistrament reeditat, juntament amb el Quartet de piano núm. 1 interpretat per les mateixes forces (amb Anton Diaconu, violí, en lloc de Bujor Prelipcean), enregistrament en CD, 1 disc: digital, 4¾ in., estèreo. Olympia OCD 412. Sèrie Olympia Explorer. Londres: Olympia, 1991.
- Enescu: Quintet de piano, op. 29; Quartet de piano núm. 2, op. 30. The Solomon Ensemble (Dominic Saunders, piano; Anne Solomon, violí; Ralf Ehlers, viola; Rebecca Gilliver, violoncel; i a l'Op. 29, Andrew Roberts, violí). Enregistrat Potton Hall, Suffolk, Anglaterra, del 22 al 24 de setembre de 2001. Gravació de CD, 1 disc: digital, 4¾ in., estèreo. Naxos 8.557159. [Sl ]: HNH International, 2003.
- George Enescu: Impressions from Childhood, Op. 28 (arr. Per a violí i orquestra de Theodor Grigoriu); Simfonia de cambra, op. 33; Quartet de piano núm. 2, op. 30, en re menor. Sherban Lupu (violí), Sinfonia da Camera, Ian Hobson, cond. (Opos. 28 i 33); Ian Hobson (piano), Sherban Lupu (violí), Csaba Erdélyi (viola), Mirel Iancovici (violoncel) (Op. 30). Gravació de CD, 1 disc: digital, 4¾ in., estèreo. TROY 1100. Albany: Albany Records, 2009.
- George Enescu: Els quartets de piano. Tammuz Piano Quartet (Oliver Triendl, piano; Daniel Goede, violí; Lars Anders Tomter, viola; Gustav Rivinius, violoncel). Enregistrat BR München, Studio 2, 27-28 de març de 2009 (Quartet núm. 1), 24-25 de novembre de 20078 (Quartet núm. 2). Gravació de CD, 1 disc: digital, 4¾ in., estèreo. CPO 777 506-2. Georgsmarienhütte: CPO, 2010.
- Enescu: Quartets de piano núm. 1 i 2. Schubert Ensemble (William Howard, piano; Simon Blendis, violí; Douglas Paterson, viola; Jane Salmon, violoncel). Enregistrat Potton Hall, Dunwich, Suffolk, Anglaterra, del 6 al 7 de desembre de 2010 (Quartet núm. 1), del 12 al 13 de febrer de 2011 (Quartet núm. 2). Gravació de CD, 1 disc: digital, 4¾ in., estèreo CHAN 10672. Colchester, Essex, Anglaterra: Chandos, 2011.